# Circuito stradale del Mugello

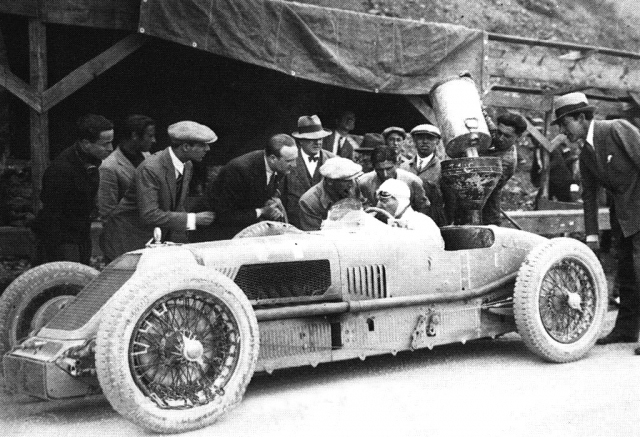
Circuito stradale del Mugello, 1928: Emilio Materassi su Talbot 1500

Il Circuito stradale del Mugello è stata una competizione automobilistica disputata tra il 1914 e il 1970 sulle strade del Mugello in Toscana.

## Storia

### La prima gara
La prima edizione venne disputata nel 1914. La gara era organizzata dall'Automobile Club di Firenze che già dal 1902 organizzava la Coppa della Consuma; ritenuta la Coppa della Consuma non abbastanza impegnativa decisero di organizzare qualcosa di molto più severo. Fu proprio la durezza del percorso a far scegliere l'anello del Mugello.
Si decise di porre la partenza a San Piero a Sieve che all'epoca era poco più di un modesto villaggio ma al quale era possibile arrivare tramite il treno. Le strade prescelte per ospitare la corsa erano poco più che mulattiere ritagliate sui fianchi della montagna, piene di buche e ciottoli che fino a quel momento erano state percorse solo da qualche carrozza o qualche carro trainato dai cavalli ma in genere li transitavano solo i muli dei montanari.
La formule della competizione non fu la velocità pura ma la regolarità. La gara, denominata "I Circuito Automobilistico Toscano", si disputava su quattro giri di 67,5 km da percorrere in 1h30' ad una media di circa 45 km/h, chi impiegava di più o di meno subiva una penalizzazione.
La gara prese il via domenica 21 giugno 1914 alle ore 8 e 12; la prima vettura partire fu la Caesar condotta da Negro di Chivasso, a dare il via fu l'avvocato Luigi Lodi Focardi, presidente dell'Automobile Club Firenze e organizzatore della gara.
Al via si presentarono 36 vetture e attirarono un vasto pubblico che col treno raggiunse la pista. A tanto entusiasmo del pubblico non seguirono particolari emozioni durante la gara. Infatti la formula prescelta, la regolarità, portò molte vetture a fermarsi poco prima del traguardo per attendere l'orario imposto dagli organizzatori. Il pubblico non apprezzò questo regolamento e acclamò soprattutto Fernando Minoia che giunse a tutta velocità all'arrivo con ben 18 minuti di anticipo. La vittoria assoluta andò a Silvani alla guida di una Diatto mentre i vincitori delle rispettive categorie furono Porro pilota di una Mors, Negro su Caesar e Brazzetti su Aquila Italiana.
Il servizio di pronto soccorso fu affidato dal "Comitato ordinatore" alla squadra ciclistica, composta da 15 fratelli, della Ven. Arciconfraternita della Misericordia di Firenze.
Una settimana dopo la prima edizione a Sarajevo venne assassinato l'Arciduca Francesco Ferdinando d'Asburgo e l'Europa precipitò nella prima guerra mondiale e per diversi anni non si parlò più di corse automobilistiche.

### Anni '20
Nel 1920, passata la bufera l'Automobile Club Firenze ritenne che fosse arrivato il momento di ricominciare a correre. La gara del 1920, la prima a portare il nome di Circuito del Mugello, fu l'inizio di una serie che si disputò fino al 1929, salvo un'interruzione nel 1926-1927 che portò sulle strade mugellane i migliori assi del volante dell'epoca come Giuseppe Campari, Alfieri Maserati, Enzo Ferrari, Tarabusi e Morandi, ognuno dei quali alla guida delle più potenti e veloci auto del tempo. Oltre ai piloti nazionali al Mugello corsero molti piloti toscani che proprio grazie a queste gare casalinghe poterono mettersi in luce; tra i toscani sono da segnalare il pilota fiorentino Paolo Niccolini e l'altro fiorentino Felice Nazzaro, fondatore a Firenze di una casa automobilistica che portava il suo nome, il pilota di Montevarchi Gastone Brilli-Peri, futuro pilota ufficiale Alfa Romeo, i fratelli fiorentini Carlo e Giulio Masetti,quest'ultimo vincitore di due edizioni della Targa Florio, e infine il pilota locale Emilio Materassi che conosceva molto bene queste strade perché nella vita faceva l'autista di autobus terrorizzando i passeggeri per la velocità con cui correva. Verso la fine degli anni venti faranno la loro apparizione anche i futuri dominatori della scena automobilistica del periodo compreso tra gli anni trenta e alcuni fino agli anni cinquanta, piloti come Achille Varzi e Tazio Nuvolari, i toscani Clemente Biondetti e Luigi Fagioli, oppure ancora Mario Umberto Baconin Borzacchini, Renato Balestrero, Bruno Presenti, Carlo Pintacuda, Ferruccio Zaniratti, Enrico Benini e molti altri.
Le edizioni del 1920 e del 1921 videro la vittoria di Giuseppe Campari e dell'Alfa Romeo, che dopo questa "doppietta" dovrà aspettare il 1968 per cogliere il terzo successo nella gara mugellana. Nel 1922 vinse Alfieri Maserati al volante di una Isotta Fraschini, nel 1923 vinse Gastone Brilli-Peri su Steyr secondo e terzo si piazzarono Giulio Masetti e Ascari, entrambi su Alfa Romeo; nel 1924 si vide la vittoria di una OM pilotata da Giuseppe Morandi che precedette una identica OM condotta da Balestrero. Nel 1925, sul circuito ridotto di Barberino la spuntò il pilota di Borgo San Lorenzo Emilio Materassi alla guida della sua Italona, una Itala da lui stesso modificata con un motore Hispano-Suiza di derivazione aeronautica.
Dopo una pausa di due anni nel 1928 Emilio Materassi trionfò ancora, ma stavolta alla guida di una Talbot 1500 che umiliò le vetture Alfa Romeo guidate da Bruno Presenti ed Enzo Ferrari. La Talbot 1550 vinse anche nel 1929, questa volta pilotata da Gastone Brilli-Peri, secondo si piazzò Morandi su OM e terzo Enrico Benini su Alfa Romeo.
L'edizione del 1929 sfociò in una polemica scatenata dal giornalista della Gazzetta dello Sport Giovanni Canestrini che accusò i piloti dell'Alfa Romeo: se nel 1928 la disfatta Alfa era stata determinata da lacune tecniche nelle vetture, nel 1929 la causa della sconfitta era da attribuirsi esclusivamente nello scarso impegno dei piloti, in special modo l'accusa era rivolta al leader Alfa Giuseppe Campari. Punto sul vivo lo stesso Campari rispose con una lettera pubblicata sulla Gazzetta in cui scaricava la colpa su Clemente Biondetti, il quale, a suo dire, avrebbe impedito il sorpasso per ben quattro giri. Campari propose di ripetere la gara, e non solo, ma scommise ben 5000 lire dicendo che avrebbe abbassato il record sul giro di ben 5 minuti. La sfida venne raccolta da Gastone Brilli-Peri che dichiarò di essere capace di battere Campari con la stessa vettura non solo al Mugello ma anche su qualsiasi altro circuito. La sfida fini nel nulla. La gara del 1929 fu l'ultima fino al 1955, come alla Coppa della Consuma il regime fascista preferì puntare sul Circuito di Montenero, gara sponsorizzata da Costanzo e Galeazzo Ciano ed eliminando queste due competizioni che facevano concorrenza alla gara livornese.

### La ripresa nel dopoguerra

#### 1955

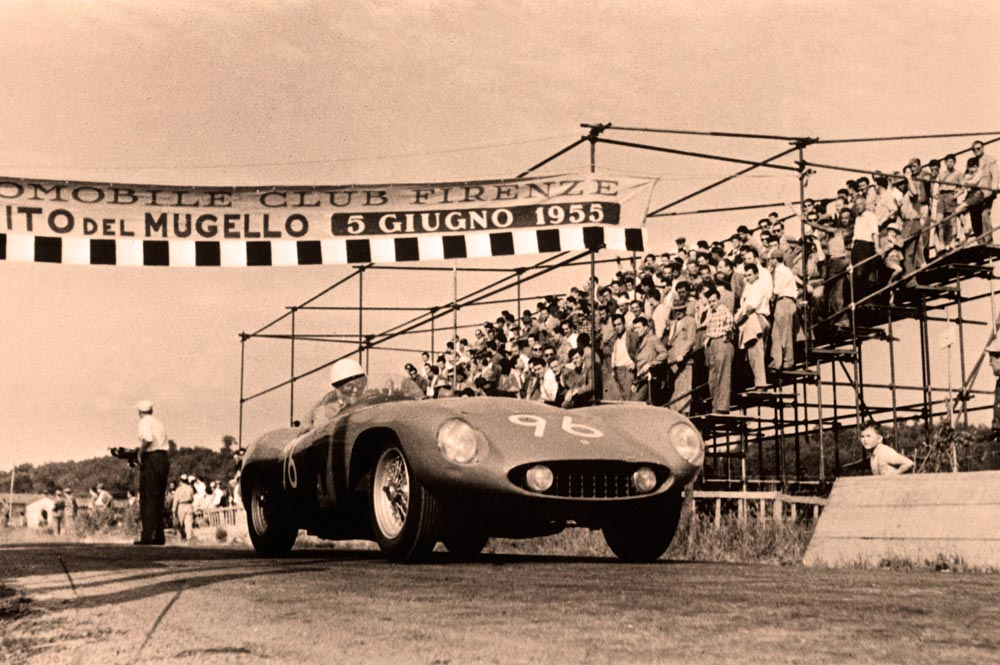
Mario della Favera su Ferrari 500 Mondial nell'edizione 1955

Dopo la tragedia della seconda guerra mondiale lentamente si ricominciarono a disputare diverse competizioni motoristiche. È del 1947 la prima Mille Miglia mentre in Toscana tra il 1947 e il 1954 venne disputata una sorta di Mille Miglia in formato ridotto , la Coppa della Toscana. Oltre a questa in Toscana nel 1953 si corse la Siena- Firenze mentre l'anno seguente si corse la Firenze-Siena entrambe disputate sulla via Cassia; altre gare toscane furono il Circuito delle Cascine, alcune edizioni del Circuito di Montenero, la Coppa Balestrero di Lucca, e le sempreverdi cronoscalate quali la Coppa della Consuma e la Firenze-Fiesole.
I problemi organizzativi della Coppa della Toscana 1955 fecero sì che i dirigenti dell'Automobile Club Firenze riproponessero il Circuito del Mugello. Nel 1953 e nel 1954 al Mugello si era disputata una gara motociclistica e così si organizzò per la domenica 5 giugno 1955 una gara automobilistica mentre la domenica successiva, il 12 giugno si corse una gara motociclistica. Queste gare vennero disputate sul circuito ridotto di Barberino del Mugello.
Le vetture ammesse vennero divise in quattro classi: 750 cm³, 1100 cm³,2000 cm³ e oltre 2000 cm³ che avrebbe dovuto compiere 15 giri del circuito, la mattina le cilindrate minori e il pomeriggio le maggiori. Il successo fu immediato; al via si presentarono i migliori piloti del tempo come Paglia e Bindi alla guida delle fiorentinissime Ermini, Rigamonti su Panhard Dyna 750, Brandi con l'OSCA MT4, Giulio Cabianca con un'altra OSCA però 1500, le Maserati 2000 di Gino Valenzano, Luigi Musso e Luigi Bellucci, le Ferrari di Mario della Favera, Umberto Maglioli e Luigi Bordonaro. Tra gli iscritti anche due donne: Maria Teresa de Filippis al volante di una Maserati 2000 e Anna Maria Pedruzzi su Stanguellini
Dopo un serratissimo testa a testa con Cabianca il vincitore fu Umberto Maglioli alla media di oltre 107 km/h. Cabianca vinse nella classe 2000 cm³, Paglia nella classe 1100 cm³ e Rigamonti nella classe 750 cm³. La gara venne apprezzata dal pubblico soprattutto per la sua formula che a differenza della Mille Miglia o della Coppa della Toscana dove si vedevano sfilare , solo una volta, tutti i concorrenti qui invece era possibile seguire per tutti i 15 giri gli avvicendamenti e i duelli in corso.
L'edizione del 1955 non ebbe seguito e gli appassionati non ebbero alcuna gara da seguire se non le cronometrate e il passaggio della Mille Miglia fino al 1957. Dopo l'incidente del Marchese Alfonso de Portago che alla Mille Miglia del 1957 causò la morte oltre che del pilota e del suo navigatore di oltre 10 spettatori, molte gare, in primis la stessa Mille Miglia, vennero abolite, salvo la Targa Florio difesa a spada tratta dagli appassionati siciliani. Per correre o solo per assistervi erano rimate le cronoscalate o i circuiti come Monza e altri, che erano gli unici luoghi ritenuti sicuri per potervi svolgere in sicurezza manifestazioni motoristiche.

#### 1964-1970
Nel 1964 Pasquale Borracci e Amos Pampaloni, rispettivamente Presidente e Direttore dell'Automobile Club Firenze decisero con una determinazione encomiabile di riproporre e organizzate la gara sulle strade del Mugello, stavolta sul circuito originale di 67,5 km. Il problema maggiore fu convincere il Prefetto e le Forze dell'ordine a chiudere per due giorni le statali che consentivano l'attraversamento dell'Appennino, questo perché nonostante fosse già in esercizio l'Autostrada del Sole, la chiusura delle statali e delle strade minori poneva i centri mugellani in uno stato di isolamento totale. Ma la determinazione vinse e il 21 giugno 1964 si corse l'undicesima edizione del Circuito del Mugello. Sul quotidiano La Nazione dello stesso giorno un articolo di Pasquale Borracci diceva: 
Il valore sportivo dell'edizione 1964 a causa della mancanza delle maggiori case automobilistiche, non interessate in quanto gara non ufficiale fu modesto ma il pubblico rispose in maniera enorme; si calcolò che lungo le strade ci fossero almeno 150.000 spettatori e la premessa di tale successo si vide già durante le verifiche tecniche tenutesi in piazza Beccaria il giorno precedente.
La gara venne disputata su 5 giri e vide il successo di Gianni Bulgari su Porsche 904 alla media di 105 km/h; al secondo posto si piazzò il bolognese Kim su Alfa Romeo TZ e al terzo posto Ferlaino su una Ferrari GTO.
Nel 1965 le case ufficiali mancavano ancora ma i piloti privati no. Al via erano presenti 3 Ferrari Le Mans, 2 Ferrari GTB, varie Porsche e Alfa Romeo TZ che finalmente avevano trovato per sfidarsi una gara paragonabile alla Targa Florio. Nel 1965 i giri da compiere salirono a otto per complessivi 540 km. La sfida fu tutta interna alle Ferrari Le Mans di Mario Casoni e Tonino Nicodemi che fecero il vuoto alle loro spalle. La gara funestata da una pioggia memorabile vide nelle retrovie un duello serrato tra le altre 2 Ferrari Le Mans e le Alfa Romeo Giulia TZ di Carlo Zuccoli e l'Alfa Romeo Giulia TI Super di Enrico Pinto.

Una De Tomaso Sport 5000 in prova al Mugello nell'edizione 1966

Il 1966 vide il ritorno delle scuderie ufficiali. Parteciparono infatti l'Alfa Romeo con la Giulia GTA, Porsche, Lancia, Abarth e la Ferrari, che però a causa di uno sciopero a Maranello non fece giunger le vetture a Firenze per le verifiche. Il percorso presentava delle modifiche: a San Piero a Sieve, per evitare la chiusura del centro storico per due giorni, la gara venne dirottata su una strada che costeggiava il paese a nord mentre i box e la partenza furono posti a Scarperia. L'edizione del 1966 vide il trionfo della Porsche Carrera 6 dei tedeschi Gerhard Koch-Jochen Neerpasch ma il pubblico teneva per le scuderie italiane e si infiammo per il duello che vide contrapposti le Alfa GTA di Enrico Pinto e Ignazio Giunti/Nanni Galli, che alla fine conclusero secondo e terzi assoluti. Nell'edizione del 1966 ci fu una gara nella gara riservata alle vetture di Formule 3 che percorsero solo due giri e la vittoria andò a Jonathan Williams.
Il 1967 vide la conferma della Porsche e della coppia Gerhard Mitter-Udo Schütz che alla guida di una Porsche 910 batté le nuove, ma a corto di preparazione, Alfa Romeo Tipo 33 ritiratesi nel corso dei primi due giri e le Ferrari Dino condotte dalle coppia Scarfiotti-Vaccarella e Klass-Williams. Durante le prove del sabato un incidente mortale funestò la gara: la Ferrari di Günter Klass uscì di strada e il pilota tedesco perse la vita; in segno di lutto la casa di Maranello ritirò le proprie vetture
La gara del 1968, chiamata Gran Premio del Mugello, viene considerata la più bella, avvincente e combattuta corsa disputatasi sul circuito stradale toscano. Lo squadrone Alfa Romeo, diretto da Carlo Chiti trionfò. L'Alfa Romeo Tipo 33 di Nino Vaccarella e di Lucien Bianchi dopo un lungo duello all'ultimo sangue precedette la Porsche 910 di Joseph Siffert e Rico Steinemann. Oltre a questo duello si vide un grande duello tra le Alfa Romeo GTA di Enrico Pinto e di Riccardo Benelli (Riccardone) che costantemente fuorigiri e spesso su due ruote dettero uno spettacolo superbo, finendo rispettivamente sesto e settimo assoluti. Il pubblico lungo le strade venne calcolato in oltre 200.000 unità.
Nel 1969 la gara fu sotto il segno dell'Abarth. Fino a quel momento la scuderia dello scorpione era stata solo un outsider considerata non in grado di vincere gare così massacrati per motori e telai. In quel 1969 però sulle strade aveva portato una barchetta 2000 di cilindrata che poteva competere anche nella categoria Sport 2000 sfruttando il fatto di essere più piccola e maneggevole delle Alfa 33 e delle Porsche. I giornali e il pubblico però erano scettici ritenendo le nuove Porsche 908 nettamente superiori.
La gara vide il trionfo di Arturo Merzario su Abarth e al secondo posto l'altra Abarth condotta da Johannes Ortner. Al terzo posto si piazzarono Nino Vaccarella e Andrea De Adamich su Lola 5000. I favoriti della vigilia Alfa e Porsche non giunsero neanche in fondo alla gara

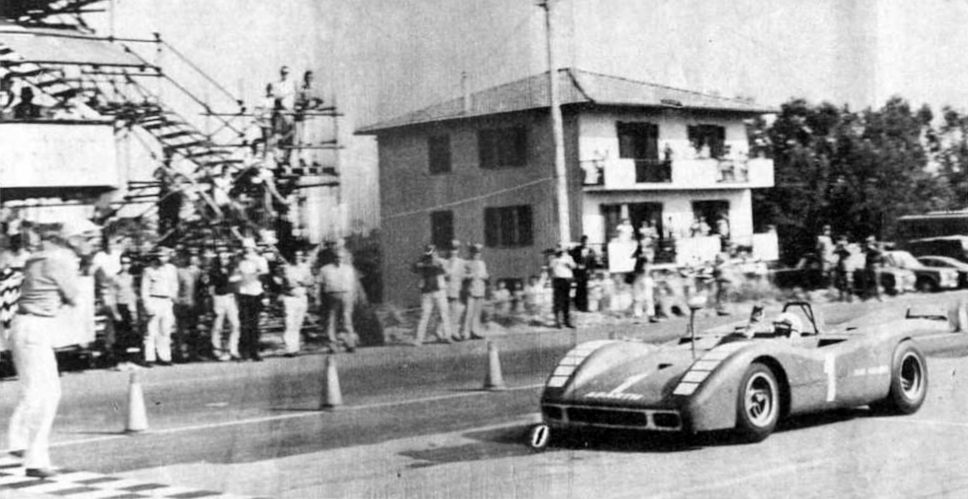
Arturo Merzario su Fiat Abarth 2000 taglia vittorioso il traguardo dell'edizione 1970, l'ultima nella storia del circuito stradale toscano.

Nel 1970 il favorito assoluto era ancora Arturo Merzario e l'Abarth che schierava al via ben quattro vetture oltre a quella di Merzario c'erano le vetture affidate a Nino Vaccarella, Leo Kinnunen e Gijs Van Lennep. Nel febbraio 1970 il Circuito del Mugello era stato inserito come tappa del Campionato Europeo Marche Sport Prototipo 2000 cm³, una gara particolarmente ambita dalle scuderie inglesi che calarono in massa.
Le vetture inglesi più interessanti erano le Lola modello T210 di Nanni Galli e Carlo Zuccoli e la Chevron B16 di Vic Elford, macchine leggere e velocissime, spinte dal quattro cilindri Ford-Cosworth, che furono tutte messe fuori gara da problemi vari che, come nel caso di Nanni Galli, cui si ruppe il filo dell'acceleratore, risultarono irrecuperabili per le caratteristiche particolari del circuito. La sfida per la vittoria vide contrapposte le Abarth SE019 di Merzario e di Kinnunen. Nel quarto dei cinque giri previsti il finlandese era saldamente in testa ma grazie ad un ultimo giro strepitoso Merzario riuscì a tagliare il traguardo con soli 3 secondi di anticipo. Al terzo posto un'altra Abarth SE019 guidata da Van Lennep, mentre la quarta Abarth SE019, quella di Vaccarella, non prese il via perché danneggiata irreparabilmente dopo un'uscita di strada nel corso delle prove; Vaccarella, rimasto appiedato, parti ugualmente su un'Abarth 2000 Sport "quattro fari" (SE010), un'auto che al più avrebbe potuto aspirare a una vittoria di classe, ma fu costretto al ritiro nelle prime battute della gara. In quell'edizione si dovette registrare il record assoluto e imbattuto sul giro realizzato da Nanni Galli con la Lola T210 in 29' 36" alla media di 134 km/h.

### Epilogo
Fino al 1970 per la sicurezza della gara venivano impiegati tra Carabinieri, Polizia , Vigili del Fuoco, Commissari di pista e volontari oltre 1000 persone tutte dirette da Amos Pampaloni. Nel preparare l'edizione 1971 gli organizzatori si videro richiedere dalle autorità la recinzione di tutti i 65 km del percorso. La cosa era impossibile da realizzare e questo comportò la fine del Circuito del Mugello. La richiesta delle forze dell'ordine era dettata da un'esigenza di sicurezza, a seguito di due incidenti mortali avvenuti nell'arco di tre anni: nel primo, nel 1967, aveva perso la vita il pilota Günter Klass; nel secondo, nel 1970, la stessa sorte era capitata a un bambino che assisteva con la madre alle prove della competizione, quando fu investito dall'Alfa Romeo guidata da Spartaco Dini.
Nel 1974 venne aperto l'autodromo a Scarperia e nel 1976 l'Automobile Club di Firenze in collaborazione con la Scuderia Biondetti organizzò sulle stesse strade del circuito un rally notturno. Dopo le verifiche effettuata a Firenze presso il Parterre la gara vide il successo dei piloti Fargion e Capriani alla guida di una Ford Capri 3000. Dopo questa gara sul tracciato del Mugello scese il silenzio.
Oggi la gara è rinata come rievocazione storica e porta sul vecchio tracciato un nutrito gruppo di auto storiche e un pubblico interessato ai motori.

## Il percorso
La gara veniva disputata partendo da San Piero a Sieve o, come accaduto nelle ultime cinque edizioni da Scarperia poi attraverso il Passo del Giogo scendevano a Firenzuola svoltando a sinistra fino a congiungersi con la via Bolognese in località La Casetta da dove iniziava la salita che portava al Passo della Futa e da lì di nuovo in discesa passando accanto a Villa Le Maschere e alla villa di Cafaggiolo ritornavano a San Piero a Sieve e via per un altro giro.
Il percorso originario del 1914 venne rispettato in tutte le gare degli anni venti, ad eccezione del 1925 quando la gara si disputò su un anello ridotto di 19 km sviluppato intorno a Barberino di Mugello, da ripetersi venti volte. In questo percorso la partenza era fissata presso il bivio di Ghiereto e da li, una volta attraversato Barberino, andarono verso Montecarelli dove puntando verso sud attraverso un tratto della via Bolognese, raggiunsero Villa Le Maschere dove svoltando a destra e tornarono a Ghiereto. Questa variante, conosciuta come piccolo circuito del Mugello, fu utilizzata solo nel 1925 e nel 1955, nella prima edizione del secondo dopoguerra.

## Albo d'oro
| Edizione | Pilota                                     | Costruttore      |
| -------- | ------------------------------------------ | ---------------- |
| 1914     | Eugenio Silvani                            | Diatto           |
| 1920     | Giuseppe Campari                           | Alfa Romeo       |
| 1921     | Giuseppe Campari                           | Alfa Romeo       |
| 1922     | Alfieri Maserati                           | Isotta Fraschini |
| 1923     | Gastone Brilli-Peri                        | Steyr            |
| 1924     | Giuseppe Morandi                           | OM               |
| 1925     | Emilio Materassi                           | Itala            |
| 1928     | Emilio Materassi                           | Talbot           |
| 1929     | Gastone Brilli-Peri                        | Talbot           |
| 1955     | Umberto Maglioli                           | Ferrari          |
| 1964     | Gianni Bulgari                             | Porsche          |
| 1965     | Mario Casoni Antonio Nicodemi              | Ferrari          |
| 1966     | Gerhard Koch Jochen Neerpasch              | Porsche          |
| 1967     | Gerhard Mitter Udo Schütz                  | Porsche          |
| 1968     | Lucien Bianchi Nino Vaccarella Nanni Galli | Alfa Romeo       |
| 1969     | Arturo Merzario                            | Abarth           |
| 1970     | Arturo Merzario                            | Abarth           |